# 劇場版ポケットモンスター セレビィ 時を超えた遭遇
『劇場版ポケットモンスター セレビィ 時を超えた遭遇』（げきじょうばんポケットモンスター セレビィ ときをこえたであい）は、2001年7月7日から公開されたテレビアニメ『ポケットモンスター』の劇場版第4作である。同時上映作品は『ピカチュウのドキドキかくれんぼ』。興行収入39億円。

## 概要
キャッチコピーは「こんなポケモンに逢ってみたかった。」。純粋な友情と壮大な自然、環境保護の姿勢が見受けられる作品。ポケモン映画の主軸のテーマと成りつつある「関係性」を時間を駆使して伝えている。
『ルギア爆誕』のように、ポケモンたちにより保たれてきた自然のバランスが人間の勝手で崩壊する様が描かれている。しかし、今作は世界規模の破滅ではなく、もっと近場に関係をもたらす流れである時が引き起こす切なさや偶然が特徴的に表現される。
作品の中でタイムスリップし、サトシたちと行動を共にする少年「ユキナリ」だが、これは少年期のオーキド博士である。この事実は、エンディングの中でわずかに明かされる（小説版では、オーキド博士のフルネーム「オーキド・ユキナリ」がはっきり表記されているが、アニメ版ではこの映画が公開されるまで明らかにされていなかった）。また、制作初期段階の絵コンテでは、ユキナリがサトシたちの前でポケモン川柳を披露する場面が存在したが最終的にはカットされた。
本作品は海外で上映する際に追加されたシーンが存在するため、国内版と海外版で内容に差異がある。日本ではその追加シーンを新たにアフレコしたうえで、『セレビィ 時を超えた遭遇 特別編』として週刊ポケモン放送局にて放送された。
時系列は第201話、第202話以降である。
本作からピカチュウプロジェクト（劇場版ポケットモンスター製作委員会）参加会社が変わった。具体的には任天堂（本作より「協力」として参加）、ゲームフリーク、クリーチャーズが外れ、この3社が共同出資して設立した株式会社ポケモンが加わり、クレジット順も変更された。劇場版は『劇場版ポケットモンスター ベストウイッシュ ビクティニと黒き英雄 ゼクロム・白き英雄 レシラム』までに至るまで本作に参加した8社が製作している。
2001年11月に、本作の脚本を担当した園田英樹による同名タイトルの小説が、スーパークエスト文庫から発行された。
本作がセル画で製作された最後の作品であった。次作からデジタル製作へ移行した。
映画冒頭では、宣伝として『大乱闘スマッシュブラザーズDX』の短縮版オープニングムービーが放映された。

## あらすじ
現代の40年前の世界。ハテノの森を訪れた少年・ユキナリは、森の中でハンターに追われていたポケモンに出会う。そのポケモンは「セレビィ」といい、時を超える力を持つと言われるポケモンだった。セレビィをハンターから守ろうとしたユキナリは、セレビィの力でセレビィと共に40年後の未来へタイムスリップしてしまう。
現代。サトシ一行は、ハテノの森を訪れていた。そこは、オーキド博士も昔伝説のポケモン・スイクンに出会ったことがあるという、とても自然豊かな森であった。
一行は、セレビィが時を越える際に起こる「森の声」という現象に遭遇。程なくサトシ達は祠の前に倒れているユキナリを発見。ハテノ村の長老トワ達に介抱されたユキナリはセレビィがいないことに気付き、サトシ達と共にセレビィを探しに向かう。傷だらけのセレビィを見つけたサトシ達はトワの下へ戻ろうとするが、そこへセレビィを追っていたロケット団幹部・ビシャスが現れ、セレビィを捕えようと襲い掛かって来た。ユキナリとの連携でビシャスのポケモンを撃退し、何とか逃げおおせたサトシ達は、生き物の傷を癒す不思議な力を持つ湖にたどり着き、そこで一夜を明かす事にする。
その後、サトシとユキナリは意気投合し、二人はセレビィとも仲良くなった。だが翌朝、再びビシャスが現れ、セレビィはビシャスに捕らえられてしまう。捕まえたポケモンに強大な力と邪悪な心を植えつける特殊なモンスターボール「ダークボール」で捕獲されたセレビィは邪悪な心を植えつけられてビシャスの言いなりになり、森を破壊し始めてしまった。
ユキナリとサトシ達がセレビィを助けようと奮闘する中、伝説のポケモン・スイクンが現れる。サトシとユキナリはスイクンの力を借りてセレビィの元へたどり着き、ダークボールによる洗脳から開放する。
ビシャスの野望は阻止できたものの、セレビィは力を使いすぎたせいで死に瀕する。セレビィの暴走により汚れてしまっていた「傷を癒やす湖」をスイクンの力で浄化しそこに浸すも、セレビィは回復しない。そこに、様々な時代のセレビィが「ときわたり」によって現れ、その際に発生したエネルギーで瀕死のセレビィを救う。
セレビィたちが元の時代へと戻っていくのを見て、サトシとユキナリは別れの時が近いことを悟る。二人は永遠の友情を誓いあい、ユキナリはセレビィに連れられて40年前へと戻る。
エンドロールにて、オーキド博士の本棚を整理していたケンジが、一冊のスケッチブックを見つける。ユキナリが持っていたのと同じスケッチブックには、寄り添って眠る、ピカチュウと一匹のポケモンが描かれていた。

## 登場人物・キャスト

### レギュラーキャラクター
詳細は個別記事かアニメ版ポケットモンスターの登場人物を参照。
サトシ
声 - 松本梨香
本作のレギュラーキャラクター側の主人公。ユキナリと意気投合し、共にセレビィを守るため奮闘する。
ピカチュウ
声 - 大谷育江
技：10まんボルト、でんこうせっか
サトシの最初のポケモン。
カスミ
声 - 飯塚雅弓
ハナダシティジムの美人4姉妹の末っ子で本作のヒロイン。旅の途中で足を挫くもセレビィの治癒能力で完治した。
タケシ
声 - 上田祐司
世界一のポケモンブリーダーを目指している少年。
トゲピー
声 - こおろぎさとみ
カスミのポケモン。
ムサシ
声 - 林原めぐみ
ロケット団の一員。劇中終盤ではビシャスのダークボールによって暴走したセレビィが生み出したセレビィゴーレムの一部として一人吸収されてしまうも、ビシャスがセレビィを利用して組織を裏切ろうとしていたことを知り、セレビィを救出に来たサトシとユキナリに協力した。
コジロウ
声 - 三木眞一郎
ロケット団の一員。本作でもピカチュウを捕まえようと現れ、ビシャスの命令でセレビィを捕まえようとするもビジャスの非道なやり方に戸惑い、劇中終盤ではニャースと共にビシャスのダークボールによって暴走したセレビィに吸収されたムサシの身を案じていた。
ニャース
声 - 犬山犬子
ロケット団の一員。2足歩行して人間の言葉を喋る珍しいポケモン。劇中終盤ではコジロウと共にムサシの身を案じていた。
ベイリーフ
声 - かないみか
技：はっぱカッター、つるのムチ
サトシの手持ちポケモン。ビシャスのハッサムに苦戦するも心の目でかげぶんしんをするハッサムの本物を見抜き、勝利した。
イワーク

技：たいあたり
タケシのポケモン。ビシャスのバンギラスとバトルし、湖まで尻尾で跳ね飛ばすも体力が尽きて倒れる。
クロバット

タケシのポケモン。サトシを船まで送った。
ソーナンス

ムサシのポケモン。
マタドガス

技：えんまく
コジロウのポケモン。ビシャスを妨害するもバンギラスの「はかいこうせん」で敗れる。
オーキド博士
声 - 石塚運昇
冒頭とエンディングにのみ登場。特別版ではあることを懐かしむ場面があり、そのラストでは話していないはずのユキナリのことを話した。
ケンジ
声 - 関智一
冒頭とエンディングにのみ登場。台詞は一言のみ。

### ゲストキャラクター
ユキナリ
声 - 戸田恵子
本作のゲストキャラクター側の主人公。ポケモン図鑑の完成を目指し、旅をしている少年。森でハンターに襲われていたセレビィを助ける際に「ときわたり」に巻き込まれ、40年後にタイムスリップする。
ポケモンのことを第一に考えそのためなら体を張ることもできるなど、性格や行動に共通点が多いためかサトシとは馬が合う。旅の途中で出会ったポケモンをよくスケッチするため、彼のスケッチブックには様々なポケモンが描かれている。
先述の通り、正体は少年時代のオーキド博士である。
手持ちポケモン
リザード
技：かえんほうしゃ、ずつき
レトロボールの中に入っている。ビシャスのニューラを倒した。

ミク
声 - 鈴木杏（特別出演）
ハテノ村に住む明るい性格の少女。トワの孫娘。40年前の祖母と瓜二つで、漫画版では「ときわたり」によってタイムスリップしてしまったユキナリは彼女をトワと間違えた。
トワ
声 - 小山茉美
ハテノ村のツリーハウスに住むミクの祖母。森の入口を守っている。
40年前にハテノの森を訪れたユキナリと出会っており、彼がタイムスリップする直前にセレビィの「ときわたり」に関する森の言い伝えを警告し、木の実のパンを与えた。その後、現代で「ときわたり」をしてきたユキナリと再会し、映画版ではすぐトワであると気付いた。
ビシャス
声 - 佐野史郎（特別出演）
本作のゲスト悪役。ボスに次ぐ地位を持つロケット団の最高幹部の一人で、実力はロケット団史上最強と言われている。 冷酷非道で捕まえたポケモンを凶悪な性格に変える「ダークボール」や四本足の多脚メカ「ガレオス」を使い、セレビィ捕獲を狙う。
普段は仮面を被っていることから「仮面のビシャス」と呼ばれ、セレビィを捕獲した事でロケット団に代わり世界を支配すると発言するなど強気な人物と思われていたが、実は気弱な小心者で手持ちのポケモンが全ていなくなった後、謝罪して許しを乞おうとするなど情けなさを見せたが当然ながら許してもらえず、ミク達をはじめ、森に棲むポケモン達によって身柄を拘束された。その後の動向について詳しく描かれていないが、作戦失敗をきっかけにロケット団をクビになったらしい。
ビシャスを演じた佐野史郎は特番で「見た目は勇敢な戦士だけどやること成す事が自分と同じで卑怯だ」と語っている。
使用ポケモン
「ダークボール」でゲットされたため、全員とても凶暴で攻撃的な性格をしている。エンディングでビシャスの下を離れ、どこかへと去っていった（その際にはダークボールが壊されたと思われるため、攻撃的な性格ではなくなっていた）。
バンギラス
技：はかいこうせん、あばれる
物語冒頭でハンターから強奪したポケモン。捕獲前は体はそれほど大きくなく、大人しそうな性格であったがダークボールによって巨大化し、凶暴になった。タケシのイワークを圧倒するも、スイクンのバブルこうせんを受けた後、イワークに苦手な湖へ吹き飛ばされた。事件後は、なみのりが使えたのかいわタイプにもかかわらず、湖を泳ぎ、どこかへ去っていった。
ハッサム
声 - 小西克幸
技：メタルクロー、かげぶんしん
かげぶんしんでサトシのベイリーフを翻弄するも、本体を見破られ、つるのムチで敗れた。事件後、ニューラと共にどこかへ去っていった。
ニューラ
声 - 冬馬由美
技：ひっかく
すばやい動きでユキナリのリザードと渡り合うも、ずつきで敗れた。事件後、ハッサムと共にどこかへ去っていった。

セレビィ
声 - 杉山佳寿子
能力・技：植物のコントロール、ときわたり、仲間の回復、セレビィゴーレムの生成、セレビィゴーレムから発射する光線
時渡りポケモン。森の守り神と言われる幻のポケモン。40年前、森でハンターに追われていたところをユキナリに助けられ、「ときわたり」によって40年後の世界へやってきた。ハンターに追われていたこともあって、当初はサトシたちに怯えていたが、次第に心を通わせていった。劇中終盤では、ビシャスのダークボールによって洗脳され暴走し、大量の樹木が集まって出来た巨獣「セレビィゴーレム」へと変貌し破壊の限りを尽くす。
サトシたちに助けられるが、力を酷使した影響で体が萎れて命を落としてしまう。しかし、「ときわたり」でやってきた多数のセレビィたちによって復活。ユキナリと共に「ときわたり」で無事に40年前の世界へと戻っていった。
スイクン
声 - 田中正彦
能力・技：バブルこうせん、水の浄化
オーロラポケモン。北風の化身と呼ばれる伝説のポケモン。セレビィを助けるためサトシ達に協力する。水を清める能力を持つ。
ホワイト
声 - 藤井隆（特別出演）
ハテノ村に住む好青年。サトシ達をハテノ村に招待した。アウトリガー付きボートを所持しており、アウトリガーを変形させ飛行船のように空を飛ぶことができる。
ハンター
声 - 山寺宏一（特別出演）
40年前にハテノの森でセレビィを捕まえようとした人物。現代ではビシャスに脅され、自分の捕まえたバンギラスを奪われ、やむなくセレビィを見つけた場所を教えた。
40年前の使用ポケモン
ストライク
声 - 坂口候一
技：きりさく
ヘルガー
声 - 河野智之
技：かえんほうしゃ

リングマ、オオタチ、ヒメグマ、オドシシ、ナゾノクサ
声 - 江川央生、ゆきじ、柚木涼香、並木伸一、辻香織
森に棲むポケモン達。傷ついたセレビィのためにサトシ達を癒しの湖に案内したり、ダークボールでゲットされたセレビィを助けようとビシャスに臆することなく立ち向かおうとするなど、勇気と優しさを持ち合わせており、終盤ではキャタピー、ビードル、イトマルがいとをはくでビシャスの身柄を拘束した。
このほかにも多数のポケモンたちが登場している。

## スタッフ
- 原案 - 田尻智
- スーパーバイザー - 石原恒和
- アニメーション監修 - 小田部羊一
- エグゼクティブプロデューサー - 久保雅一、川口孝司
- プロデューサー - 吉川兆二、松追由香子、盛武源
- アニメーションプロデューサー - 奥野敏聡、神田修吉
- アソシエイトプロデューサー - 沢辺伸政、石川博、山内克仁、大橋美紀子、紀伊高明、吉田紀之
- アシスタントプロデューサー - 福田剛士
- TVリレーションシップス - 岩田圭介、岩田牧子
- デスク - 藁科久美子、島村優子、金原由香里
- 脚本 - 園田英樹
- 演出 - 日高政光、越智浩仁、吉村章、井硲清高
- キャラクター原案 - 杉森建、藤原基史、森本茂樹、吉田宏信、太田敏、にしだあつこ、斎藤むねお、吉川玲奈
- キャラクターデザイン - 一石小百合、松原徳弘、玉川明洋
- 作画監督 - 玉川明洋、一石小百合、松原徳弘、池田裕治、井ノ上ユウ子、池平千里、福本勝
- 動画チェック - 榎本富士香、齋藤徳明、室岡辰一、笠間陽子、部谷のりこ、大原真琴
- 色彩設計 - 吉野記通、佐藤美由紀
- 色指定 - 堀川直子、中尾総子
- 検査 - 飛田ひろみ、水巻みゆき、石川直樹、伊藤良樹、森山敦子、奥井恵美子
- 特殊効果 - 太田憲之
- 美術監督 - 金村勝義
- デジタルワークス - 高尾克己
- 撮影監督 - 白井久男
- CGプロデューサー - 坂美佐子
- CGスーパーバイザー - 小畑正好
- プロダクションマネージャー - 大竹研次
- 2Dディレクター - 水谷貴哉
- CGI監督 - 鹿住朗生
- チーフCGデザイナー - 佐藤誠
- 編集 - ジェイ・フィルム（辺見俊夫、伊藤裕）
- 現像 - イマジカ
- 音楽 - 宮崎慎二
- 音楽プロデューサー - 斎藤裕二
- 一部原曲・作曲 - 増田順一、一之瀬剛、青木森一
- 音響監督 - 三間雅文
- 音響プロデューサー - 南沢道義、西名武
- 制作担当 - 小板橋司
- 制作デスク - 岩佐がく
- 制作進行 - 児玉隆、牧野治康、亀井康輝、嵯峨高之、阿部賢一
- 制作 - 小学館プロダクション
- アニメーション協力 - スタジオコクピット、動画工房
- アニメーション制作 - OLM
- 監督・絵コンテ - 湯山邦彦
- 製作 - ピカチュウプロジェクト2001（The Pokémon Company、小学館、テレビ東京、メディアファクトリー、トミー、ジェイアール東日本企画、OLM、小学館プロダクション）

## 主題歌
オープニングテーマ「めざせポケモンマスター 2001」
作詞 - 戸田昭吾 / 作曲 - たなかひろかず / 編曲 - CHOKKAKU / 歌 - 松本梨香
エンディングテーマ「明日天気にしておくれ」
作詞・歌 - 藤井フミヤ / 作曲 - たなかひろかず / 編曲 - 富田素弘

## 映像ソフト化
- 本編のDVDとビデオは、2002年2月8日発売。
- 映画10周年を記念して発売された「劇場版ポケットモンスター PIKACHU THE MOVIE BOX 1998-2002」に収録されている。

## 関連書籍
- 小説版（2001年11月） ISBN 4-09-440543-7 小学館スーパークエスト文庫

## 受賞歴
- 第19回ゴールデングロス賞優秀銀賞[6]